# Megapodius reinwardt
El talégalo de Reinwardt o telégala de Reinwardt (Megapodius reinwardt) es una especie de ave galliforme de la familia Megapodiidae nativa del norte de Australia, el sur de Nueva Guinea, las islas Aru, el sur de las Molucas, islas Menores de la Sonda e islas menores adyacentes.

## Subespecies
Se conocen seis subespecies de Megapodius reinwardt:
- Megapodius reinwardt buruensis - isla Buru (sur de las Molucas).
- Megapodius reinwardt reinwardt - Islas Menores de la Sonda, sudeste de Molucas, Aru, sur y sudeste de Nueva Guinea.
- Megapodius reinwardt macgillivrayi - archipiélagos d'Entrecasteaux y Luisiadas.
- Megapodius reinwardt tumulus - norte de Australia.
- Megapodius reinwardt yorki - noreste de Australia (península del Cabo York e islas adyacentes).
- Megapodius reinwardt castanonotus este y centro de Queensland (de Cooktown a Yeppoon e islas cercanas).